# NGC 4854
NGC 4853  ist eine Linsenförmige Galaxie vom Hubble-Typ SB0 im Sternbild Haar der Berenike am Nordsternhimmel. Sie ist schätzungsweise 375 Millionen Lichtjahre von der Milchstraße entfernt.
Entdeckt wurde das Objekt am 24. April 1865 von Heinrich d’Arrest.